# عبد الرزاق النايف
عبد الرزاق سعيد النايف (1934- 10 يوليو 1978) أول رئيس حكومة عراقية بعد انقلاب 17 تموز عام 1968، لكن حكومته أطيح بها بعد أقل من أسبوعين في انقلاب 30 تموز. قبلها كان بمنصب مدير الاستخبارات العسكرية.

## الولادة والنشأة
ولد عبد الرزاق سعيد نايف الحيالي في مدينة الفلوجة التابعة لمحافظة الأنبار 1934.

## الخدمة العسكرية
تخرج ضابطا في الكلية العسكرية الأولى ببغداد في عام 1953، ثم عمل مدرسا في الكلية نفسها.
نُقل إلى قوات المشاة ثم نقله عبد السلام عارف إلى الاستخبارات العسكرية، درس أساليب الاستخبارات في بريطانيا وعاد إلى العراق في عام 1964.
ومنذ نكسة حزيران عام 1967 برزت على الساحة العراقية كتلتان لعبت الدور السياسي الرئيس في البلاد، الأولى كتلة طاهر يحيى (رئيس الوزراء، آنذاك) والثانية كتلة القصر الجمهوري المكونة من النايف، والداود، وسعدون غيدان آمر الدبابات في القصر الجمهوري والثلاثة من «ديرة عارف».
اُستهدف في محاولة اغتيال في عام 1976 ولكنه نجى منها وكانت من تدبير خصومه في حزب البعث.

## وفاته
أصيب النايف في 9 يوليو 1978 بجروح خطيرة في محاولة اغتيال أثناء خروجه من فندق انتركونتيننتال في بارك لين بمدينة لندن وتوفي بعد يوم.
سرعان ما قبضت السلطات البريطانية على شخص يدعى سالم أحمد حسن، وعُرض على محكمة أولد بيلي التي حكمت عليه بالسجن مدى الحياة في عام 1979 لإطلاقه النار عليه وتسببه بقتله.
ويعتقد أن اللواء النايف قد قُتل بناء على أوامر من صدام حسين سيراً على النهج الذي اتبعه في تصفية معارضيه السياسيين . 

## طالع كذلك
- حكومة عبد الرزاق النايف